# Чайківський Омелян Володимирович
о. Омелян Володимирович Чайківський  (21 жовтня 1889, Явірник — 1976, Самбір) — останній парох (священник) парафіяльної греко-католицької церкви Покрови Пресвятої Богородиці с. Яблінки і філіальної Архангела Михаїла с. Колоничі гміни Балигород Ліського повіту.

## Біографія
Омелян Чайківській народився 21 жовтня 1889 року в с. Явірник біля міста Сянік, в родині о. Володимира Чайківського і його дружини Софії (Котис).
Навчався в Перемишльській чоловічій гімназії, 1909; Львівській семінарії з 1910 по 1913 рр.; Перемишльській семінарії з 1913 по 1914 рр.
Рукоположений в 1914 р. Дияконські свячення — 5 листопада 1915, ієрейські свячення — 5 грудня 1915 з рук єпископа Григорія Хомишина, катедральний собор у Перемишлі.
З 1915 по 1918 рр. о. Омелян Чайківський служив в кайзерівській австро-угорській армії на італійському фронті капеляном при галицькому війську. Нагороджений Військовим хрестом цісаря Карла [Архівовано 8 березня 2016 у Wayback Machine.] (Karl-Truppenkreuz).
З 2 грудня 1918 по 14 березня 1926 — завідатель церкви с. Явірця Тіснянського деканату.
о. Чайківський володів 6-ма мовами — українською, німецькою, польською, латинською, російською і італійською.
У період 1919–1920 рр. був заарештований польською владою за проукраїнські виступи.
З 15 березня 1926 — травень 1946 — парох в с. Яблінки Тіснянського деканату.
Виписка з «Шематизму Перемиської епархії» 1936 року:
«7. Яблінки, село. Церков деревяна Покрови Пресвятої Богородиці. Збудована 1902—545 (осіб); дочерна в Колониці 4 (км.?), церква деревяна святого Михаїла збудована 1932 — 239 (осіб). Латинян 15, жидів 17.
Зав. Чайківський Омелян, роджений 1889, рукоположений 1915, жонатий.
Патрон: Феліція гр. Скарбек у Львові. Староство Ліско ЗО (км?), суд, пошта Балигород 10, залізниця Ліско-Лук. 34».
За свідченням його доньки Дарії Омелянівни Твердохліб (Чайківської), з 1944 року мав 4 парафії — в с. Яблінки, Рябе, Колониці і Загочів'я. Через фронтові дії парафіяльні будинки с. Яблінок згоріли і о. Омелян з родиною змушений переїхати до с. Рябе.
В травні 1946 року з с. Рябе о. Омеляна і його родину було насильно депортовано в Мельницю-Подільську, Тарнопольської області. Під час депортації о. Омеляна було важко побито бандитами-вояками Війська Польського.
о. Омелян «підписався» під списками духовенства, яке «воз'єднане» з РПЦ. Працював в парафіях Тернопільської та Львівської обл.: Устя, Борщівського р-ну (1946—1952), Вощанці, Самбірського р-ну (1952–1954), Устя (1954–1959) та Дністрове (1959–1962) Борщівського р-ну. В с. Устя зазнавав переслідування від голови місцевої сільради. В 1962 р. вийшов на пенсію.

## Приватне життя
Одружився з Оленою Орестівною Папп (2 січня 1896, Верховля Велика — 07 липня 1983, Самбір), яка також походить з священницької родини о. Ореста Паппа (нар. 1866 р., парох с. Вірхомля Велика). Мати Олени і дружина Ореста Софія (Липська) також була донькою священника. Паппи — мадярського (угорського) походження.
Загалом у подружжя Чайківських народилося 9-ро дітей:
- Ромко і Дарія померли маленькими під час епідемії;
- Володимир — 1917 році, після вигнання жив в м. Самбір;
- Степан — 1921 р., вчився на вчителя, під час війни допомагав будувати шпиталь в лісі для УПА, жив в м. Самбір;
- Зофія — 1923 р., була зв'язковою УПА;
- Славко (Ярослав) — 04.12.1926 р.;
- Тосько (Антін) — 18.11.1928 р.;
- Одарка — 1932 р., після одруження — Твердохліб, жила в Тернопільській обл., Україна (померла 10 жовтня 2020 р.);
- Марія — 1937 р., після одруження Сребняк, працювала вчителькою в Україні і Польщі, зараз живе в Польщі.

Родина о. Омеляна мала добру господарку (господарство) в с. Яблінки — була велика пасіка, багато худоби, коней. Парох сам багато працював.
У ворожому до релігії СРСР о. Омелян жив з родиною дуже скромно, мав невелике господарство. В похилому віці переїхав з дружиною до старших синів в м. Самбір, Львівської обл., де і помер.